# بخش کوه یخاب
بخش کوه یخاب، یکی از بخش‌های شهرستان عشق‌آباد در استان خراسان جنوبی ایران است. مرکز این بخش، روستای تپه طاق است.

## تقسیمات کشوری
- بخش کوه یخاب
  - دهستان کوه یخاب
  - دهستان چاه مسافر

## جمعیت
بر پایه سرشماری عمومی نفوس و مسکن در سال ۱۳۹۵، جمعیت بخش کوه یخاب برابر با ۲٬۰۷۵ نفر بوده است.